# Geberit
La Geberit AG è una società svizzera operante nel settore dei sanitari in 50 paesi. La sede è a Rapperswil-Jona.

## Storia
L'azienda ha origine nel 1874 da Caspar Melchior Albert Gebert a Rapperswil. L'installazione di sanitari portò nel 1900 alla produzione di uno sciacquone in legno. Il progresso tecnologico iniziato in Inghilterra con l'introduzione della ceramica ne fece diffondere l'uso in tutta Europa. Nel 1905 iniziò la produzione in serie. Nel 1952 venne presentato il primo sciacquone in plastica. Nel 1953 venne registrato il nome Geberit come marchio.
Vi sono 29 stabilimenti nel mondo (10 per la ceramica, 12 per plastica e metallo, 7 per compositi e metallo). Nel Baden-Württemberg a Pfullendorf è stato aperto nel 1955 lo stabilimento più grande al di fuori della Svizzera. Vengono prodotti sciacquoni completi e tutta la gamma. Geberit è uno dei datori di lavoro più grandi della città tedesca.
Nel 1997 la famiglia Gebert ha venduto la società alla holding britannica Doughty Hanson & Co.
Nel 2002 è stata acquisita la Chicago Faucets Company, USA, e nel 2004 la Mapress Holding GmbH tedesca.
Nel 2015 è stata acquisita la finlandese Sanitec per 1,06 miliardi di Euro.

### Borsa
Dal 1999 la società è quotata in Borsa al SIX Swiss Exchange e dal 2012 al Swiss Market Index (SMI).